# Maralaleng
Maralalengo – wieś w Botswanie w dystrykcie Kgalagadi. Według spisu ludności z 2001 roku wieś liczyła 487 mieszkańców.